# Edgar Ætheling
Edgar Ætheling (sau Æþeling, Aetheling, Atheling, Etheling) sau Edgar al II-lea (n. anii 1050, Regatul Ungariei – d. secolul al XII-lea, Anglia, Regatul Unit) a fost ultimul membru pe linie masculină a casei regale de Wessex. A fost proclamat rege al Angliei în 1066 dar niciodată încoronat.
Edgar s-a născut în Ungaria, unde tatăl său Eduard a trăit mare parte în exil, fiind trimis după moartea lui Edmund și după cucerirea Angliei de către regele Knut cel Mare, în 1016. Mama lui a fost Agatha, care a fost descrisă ca fiind rudă cu împăratul german, dar a cărei identitate nu este exact cunoscută. El a fost singurul fiul al părinților săi, și a mai avut două surori, Margareta și Cristina.

## Lupta pentru putere
Când regele Eduard a murit în ianuarie 1066, Edgar era încă adolescent, prea târăr pentru a fi un lider militar eficient. Acest lucru nu a fost un obstacol de netrecut: regii anteriori ai Angliei, Edwy, Edgar Pașnicul și Eduar Martirul au venit la tron la o vârstă similară, în timp ce Ethelred cel Neinspirat a fost mai mic în momentul aderării sale la tron. Cu toate acestea, ambițiile avare care au stârnit în nord-vestul Europei de către Eduard Confesorul și datorita lipsei unui moștenitor, înainte de 1057, și a eșecului regelui pentru a pregăti calea lui Edgar la tron, a eliminat orice perspectivă de succesiune ereditară pașnică. Războiul a fost în mod clar inevitabil și Edgar nu era în poziția de a lupta, în timp ce nu avea putere din partea rudelor pentru a-i susține cauza. În consecință, Witenagemont l-a ales pe Harold Godwinson, fiind omul cel mai bine plasat pentru a apăra țara împotriva aspirărilor străine concurente. 
După moartea lui Harold în Bătălia de la Hastings împotriva normanzilor care au invadat în octombrie, Witanagemot l-a ales rege pe Edgar. Noul regim stabilit a fost dominat de cei mai puternici membrii supraviețuitori ai casei conducătoare engleze, Stigand, Arhiepiscopul de Cantebury, Ealdred, Arhiepiscopul de York și frații săi, Ediwin, Conte de Mercia și Morcar, Conte de Northumbria. Angajamentul luat de acești oameni pentru cauza lui Edgar fusese îndoilenică la început. Puterea lor de a continua lupta împotriva lui William din Normandia a fost îndoielnică și răspunsul militar pe care l-au organizat la Norman a fost ineficient. Când William a traversat Tamisa la Wallingford, a fost întâmpinat de Stignad, care îl abandonase pe Edgar și trecuse de partea invadatorului. În timp ce normanzii s-au închis în Londra, susținătorii lui Edgar din oraș au început negocierile cu William. La începutul lunii decembrie, celialți membrii din Witan la Londra s-au întâlnit și au decis să-l ia pe tânărul rege neîncoronat pentru a-l satisface pe William, și să-l ducă la Berkhamsted, anulând alegerea lui Edgar.

## Exilul și războiul împotriva normanzilor
William l-a ținut în custodie pe Edgar și l-au dus, împreună cu alți lideri englezi, la curtea sa din Normandia, în 1067, înainte de a reveni cu ei în Anglia. Edgar ar fi fost implicat în revolta nereușită a Contelui Edwin și Morcar din 1068, iar în acel an a fugit, împreună cu mama și surorile sale, la curtea regelui Malcolm al III-lea al Scoției. Malcolm s-a căsătorit cu sora lui Edgar, Margareta, și a fost de acord să-l sprijine pe Edgar în încercarea sa de a revendica trobul englez. O nouă revoltă majoră a izbucnit în Northumbria, la începutul anului 1069, unde Edgar s-a reîntors în Anglia cu alti rebeli cu care fuise în Scoția. Cu toate acestea, după câteva succese timpurii, rebelii au fost învinși de William la York și Edgar a căutat refugiu din nou, la curtea lui Malcolm.
La sfârșitul verii aceluiași an, sosirea unei flote trimise de regele Sweyn din Danemarca a declanșat un nou val de revolte engleze în diferite părți ale țării. Edgar și alți exilați au navigat la Humber, unde au luat legătura cu rebelii din Northumbria și danezii. Forțele combinate i-au copleșit pe normanzii din York și au preluat controlul la Northumbria, dar raidul mic condus de Edgar în Lindsey s-a încheiat într-un dezastru și a scăpat doar cu o mână de adepți și s-a alăturat armatei principale. Mai târziu în acel an, William s-a luptat în Northumbria și a ocupat Yorkul, cumpărându-i pe danezi și devastând țara din jur. La începutul anului 1070 s-a mutat împotriva lui Edgar și a altor lideri englezi care s-au refugiat cu urmașii lor într-o regiune mlăștinoasă. Edgar s-a întors în Scoția. 
El a rămas acolo până în 1072, când William a invadat Scoția și l-a forțat pe regele Malcolm să se supună suzeranității sale. Termenii acordului dintre ei au inclus, probabil, expulzarea lui Edgar. Acesta s-a stabilit în Flandra la Robert Frisian, care fusese ostil cu normanzii. Cu toate acestea, în 1074 el a fost capabil să se întoarcă în Scoția. La scurt timp după sosirea sa acolo, a primit o ofertă de la Filip I al Franței, care se alfa de asemenea în contradicție cu William, primind un castel și terenuri în apropierea frontierelor din Normandia, pentru a fi capabil să atace mai ușor dușmanii. El a pornit cu discipolii săi pentru Franța, însă o furtună a distrus navele de pe coasta engleză. Mulți dintre oamenii lui Edgar au fost vânați de către normanzi, dar el a reușit să scape prin Scoția, pe uscat. În urma acestui dezastru, el a fost convins de către Malcolm să facă pace cu William și să se întoarcă în Anglia ca supusul său, abandonând orice ambiție de a recâștiga tronul Angliei.